# 보지크 요제프
보지크 요제프(헝가리어: Bozsik József, 1925년 11월 28일 ~ 1978년 5월 31일)는 헝가리의 축구 선수이다.

## 경력
보지크 요제프는 지금의 부다페스트 지구인 키슈페슈트에서 태어났다. 별명인 'Cucu'는 자신의 할머니에 의해 지어진 별명으로, 그는 자신의 절친한 친구이자 이웃인 푸슈카시 페렌츠와 함께 키슈페스트 지역의 축구 경기장 위에서 축구 선수로 성장했다.
11세 때, 그는 KAC의 관심을 끌며, 클럽의 유스팀에 입단하였으며, 1943년에 버셔시 SC를 상대로 클럽에서의 첫 데뷔전을 가졌다. 헝가리 대표팀에선 1947년 8월 17일, 22세의 나이에 불가리아와의 경기에서 처음으로 출전해 1962년, 4월 18일에 우루과이를 상대로 대표팀에서의 마지막 경기를 치르기까지 101경기에 출전해 11골을 득점하였다. 보지크는 1952년, 헬싱키에서 열린 올림픽에서 자신의 조국인 헝가리의 우승을 이끌었고, 1954년 FIFA 월드컵에도 헝가리 대표로 출전하여 큰 활약을 펼쳤다. 그는 또한 헝가리가 웸블리 스타디움에서 잉글랜드를 상대로 6-3 승리를 거둔 경기와 팀이 부다페스트에서 잉글랜드를 7-1로 크게 이긴 경기에도 출전한 바 있다.
1956년-1957년, 보지크는 혼베드의 겨울 투어에서 돌아와 1958년 FIFA 월드컵에 출전하였다. 일 년후, 그는 혼베드에서 미트로파컵 우승을 경험하였으며, KAC에서 모두 합쳐 447경기에 출전해 33골을 성공시켰다.
그의 전성기 때, 보지크는 세계 제일의 공격형 하프백으로 여겨졌다. 그는 흠 없는 기술, 재능, 전술 상식, 창조적이고 정확한 패스로 알려져 있었기는 하나, 속도가 느리다는 것이 유일한 단점이었으며, 태클 능력도 수준급으로 종종 딥 라잉 플레이메이커로 기용되었다.
은퇴 후, 그는 클럽팀 감독을 거쳐 1974년에는 헝가리 대표팀의 감독이 되었지만, 질병으로 인해 곧바로 사임해야했다.
보지크 요제프는 1978년 5월 31일, 심부전으로 인해 52세의 나이로 세상을 떠났으며, 그는 사후에 키슈페슈트의 명예 시민이 되었다.

## 같이 보기
- A매치 100경기 이상 출전한 축구 선수 명단